# Bremer Koordinationsbüro der Solidarność
Das Bremer Koordinationsbüro der Solidarność wurde mit Ausrufung des Kriegsrechts in Polen 1981 gebildet. Mit der Ausrufung in der Nacht zum 13. Dezember 1981 wurden führende Köpfe der Gewerkschaft Solidarność interniert und die Arbeit der Gewerkschaft selbst verboten. Eine siebenköpfige Solidarność-Delegation der Danziger Lenin-Werft, die sich am 12. Dezember 1981 auf den Weg nach Bremen gemacht hatte, wurde dort vom Kriegszustand überrascht. Mitglieder dieser Delegation waren: 
Kazimierz Kunikowski (Leiter des Büros), Gerard Bobrowski, Adam Dębowski, Bogdan Felski, Henryk Jagielski und Marek Mikołajczuk. 
Ein weiteres Mitglied und die Dolmetscherin kehrten bereits nach einigen Wochen nach Polen zurück.
Die politischen Umstände führten dann zu einer öffentlichen, politischen Auseinandersetzung in Bremen, wie der Delegation von Seiten der deutschen Gewerkschaften und der Politik geholfen werden könnte, denn sie konnten erst einmal nicht zurück nach Polen. Die Delegation bat um ein Büro, um in Deutschland gewerkschaftlich aktiv werden zu können, und bekam dieses dann auch schließlich mit der materiellen und immateriellen Unterstützung des Bremer Senats, des Deutschen Gewerkschaftsbunds (DGB) und des DGB-Landesverbandes Bremen. Am 19. April 1982 wurde es mit den Worten „noch ist Solidarność nicht verloren“ eröffnet. Zuvor bestimmte ein Streit um den Sitz des Büros die politische Auseinandersetzung. Man einigte sich dann am Ende auf eine ehemalige konsularische Einrichtung der Vereinigten Staaten von Amerika, die den Solidarność-Mitgliedern feierlich am Eröffnungstag übergeben wurde.
Anfangs beschränkte sich die Tätigkeit des Büros auf Hilfsaktionen, und hier insbesondere auf Medikamenten- und Lebensmittellieferungen nach Nordpolen. Außerdem wurden die Mitglieder des Büros auf verschiedene Veranstaltungen und Kongresse deutschlandweit eingeladen. Einer der Höhepunkte dieser Reisen war die Teilnahme des Kazimierz Kunikowski am DGB-Kongress 1982 in Berlin inkl. Vortrag. Zur Tätigkeit gehörte auch die aktive Teilnahme am Aufbau der ausländischen Solidarność-Strukturen und die führende Rolle innerhalb dieser in Deutschland. Das Koordinations-Büro und ein Projekt zur Gründung der Forschungsstelle für osteuropäische Literatur an der Universität Bremen sollten sogar die Beziehungen zwischen den Partnerstädten Bremen und Danzig, die ohnehin schon aufgrund des Kriegszustandes in Polen angespannt waren, auf eine weitere Probe stellen.
Nach zahlreichen Berichten polnischer Medien zum Büro und Gesprächen auf mittlerer Regierungsebene fingen neben dem Ministerium für Staatssicherheit (MfS) auch die polnischen Geheimdienste an, sich für die Mitglieder des Bremer Koordinations-Büros zu interessieren. Vier Mitglieder des Büros standen auf der Liste der Personen, „an denen die polnischen Geheimdienste am meisten interessiert waren“, unter ihnen auch Kazimierz Kunikowski. Auch Mitarbeiter der CIA suchten derweil, nachdem der damalige Präsident der USA Ronald Reagan in einem Brief die Bedeutung des Bremer Büros hervorhob, den direkten Kontakt nach Bremen, der bis zur Schließung des Büros mit mehreren Treffen und Gesprächen intensiviert wurde.
Nachdem sich die Lage in Polen gebessert hatte und die beiden Familien Bobrowski und Kunikowski nach einem Jahr Verhandlungen mit den polnischen Behörden und mit Unterstützung des deutschen Außenministeriums im Februar 1983 aus Polen ausreisen durften, wurde das Büro langsam überflüssig und schloss im Sommer 1983.